# Phosphoribosylaminoimidazole carboxylase
 (mars 2018).
Si vous disposez d'ouvrages ou d'articles de référence ou si vous connaissez des sites web de qualité traitant du thème abordé ici, merci de compléter l'article en donnant les références utiles à sa vérifiabilité et en les liant à la section « Notes et références ».

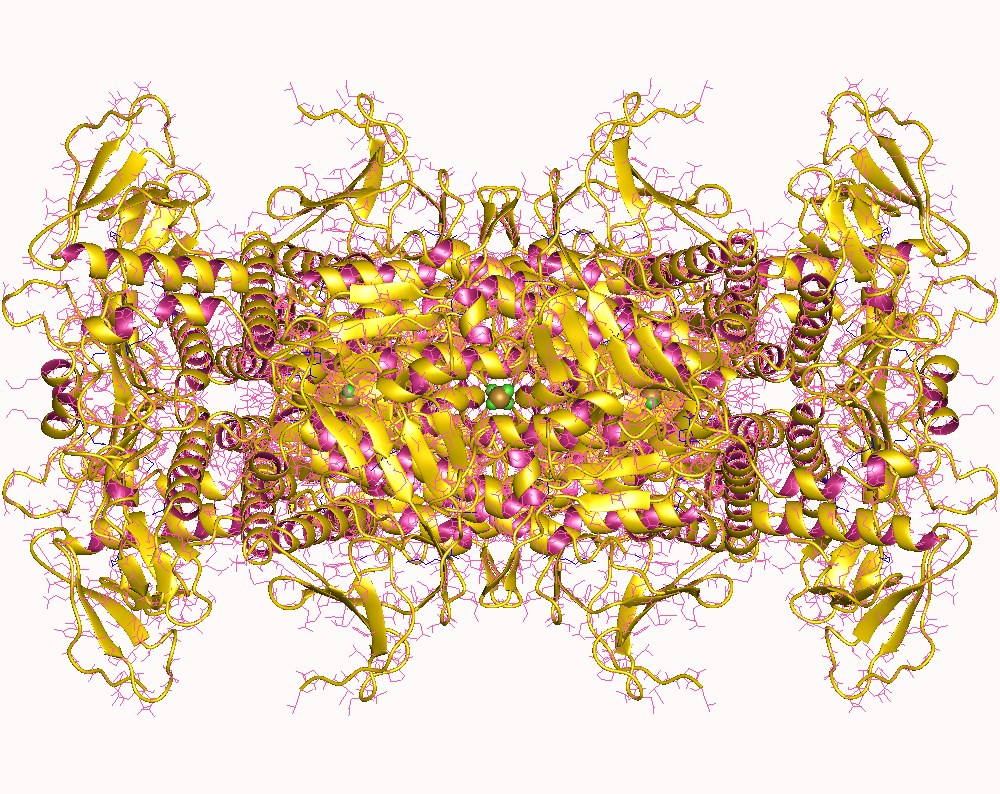
Phosphoribosylaminoimidazole carboxylase

La phosphoribosylaminoimidazole carboxylase est une enzyme. Elle est impliquée dans la biosynthèse des nucléotide, et plus particulièrement celle des purines.
Elle catalyse la conversion des 5-Aminoimidazole ribonucléotides en 4-Carboxy-5-aminoimidazole ribonucléotides.